# Cratere Delacroix
Delacroix è un cratere d'impatto presente sulla superficie di Mercurio, a 44,35° di latitudine sud e 129,45° di longitudine ovest. Il suo diametro è pari a 158 km.
Il cratere è dedicato al pittore francese Eugène Delacroix.